# Bataille de Tatarahama (1569)
Ne pas confondre avec Bataille de Tatarahama (1336)
La bataille de Tatarahama de 1569 fait partie de la lutte entre les clans samouraï Ōtomo et Mōri durant l'époque Sengoku de l'histoire du Japon, pour le contrôle de l'île de Kyūshū.
La bataille se déroule à la suite de la réussite par les Mōri du siège du château de Tachibana des Ōtomo, situé juste à l'extérieur des limites de l'actuelle ville de  Fukuoka. Les deux armées se rencontrent sur les rives de la baie de Hakata à Tatarahama, mais sont de force égale et toutes deux reculent.
Pour sortir de l'impasse, les Ōtomo font une alliance avec le clan Amago. Les batailles du clan Mōri avec cette force alliée les occupent à un point tel que Yamanaka Yukimori et Amago Katsuhisa, dans le cadre de leur accord avec les Ōtomo, sont en mesure de prendre la province d'Izumo à une certaine distance dans le Honshū et que les Mōri sont contraints d'abandonner Tachibana.